# Обикновен розмарин
 Тази статия е за вида растения.  За рода вижте Розмарин.  
Обикновеният розмарин е многогодишно тревисто растение с дървенисто стъбло и миризливи вечнозелени игловидни листа. Той расте в района на Средиземноморието. Член е на семейството на ментата и мащерката Устноцветни, което включва и много други билки и подправки. Расте в различни форми, от изправен, до пълзящ. Изправените форми достигат 1,5 m на височина, рядко до 2 m. Листата са вечнозелени, 2 – 4 cm дълги и 2 – 5 mm широки, зелени отгоре и бели отдолу с гъсти къси власинки. Цветовете са различни на цвят – бели, розови, морави, сини.
Името „розмарин“ идва от латинското име „rosmarinus“, което предполагаемо означава „морска роса“, като някои смятат, че това би могло да произлиза от някакво друго, по-старо име.
В някои български диалекти розмаринът се нарича гюлбул (или гюлбюл), като се предполага, че това е старобългарска или дори прабългарска форма на името му.

## Отглеждане и употреба
Пресните и сушените листа на розмарина често се използват в традиционната средиземноморска кухня като зелена подправка. От тях се прави и билков чай. Когато обгорят при готвене, те дават особен остър аромат.
Поради това, че е красив и понася до известна степен сушата, розмаринът се използва и в озеленяването, особено в райони със средиземноморски климат. Той дори може да загине в прекалено силно напоена почва, но иначе е много лесен за отглеждане от начинаещи градинари. Много устойчив е на вредители.
Розмаринът лесно се подстригва и оформя и се използва за създаване на различни декоративни форми. Когато се отглежда в саксии, е добре да се подстригва, за да не стане рехав и не толкова красив. В градина той може да израсте доста голям и все още да не загуби привлекателността си. Може да се размножава от съществуващи растения чрез отрязване на връх с дължина 10 – 15 см, махане на няколко листа от долния му край и директно забождане.
За градините са селекционирани многобройни културни видове.
Според изследване, публикувано през 1987 г. от университета „Рутгерс“ в Ню Джърси, розмаринът е подходящ за консервант на храна. Изследователите в „Рутгерс“ патентоват химикал, получен от розмарина, който е по-добър от BHA и BHT по консервационните си качества.
Друго изследване обаче показва, че розмаринът покачва значително както паметта, като цяло, така и вторичните фактори на паметта, но в същото време намалява скоростта на паметта, сравнено с контролната група. Има данни, че може да предизвика епилептични припадъци у деца и възрастни.
В Османската империя, сред българското и славянско население, розмаринът се е използвал като основна билка в специална билкова смес, наричана от българските знахари с името гюлбул и гюлбул бюлюк. Етимологията на името идва от турската дума гюл, означаваща роза, и бюлюк, със значение на многообразие, разнообразие. Впоследствие тази смеска от билки започва да се използва и в българската кухня. В турската кухня също е съществувала подобна смеска от подправки, наричана по същия начин, но тя е била със съвсем различни вкусови и ароматни качества.
След Освобождението на България от Османското владичество тази подправка умишлено е била отричана и неглижирана заради турското си име и приемането ѝ като турска. В Турция турския аналог е смятан за българска подправка и по аналогични причини е спряла неговата употреба.
В съвременните кухни тази смеска е непозната под това име, но използването на комбинации от подправки, които са били в основата на гюлбул е популярно в кухните на Южните републики от бившия Съветски съюз, както и в Турция и Кипър (в турскоезичната част на страната).
Розмаринът може да се добави като особен допълнителен аромат към лимонада.